# Altweibermühle
Die Altweibermühle ist eine Variation des Jungbrunnen-Motivs. In ihr werden auf – üblicherweise nicht näher erläuterte – magische Weise alte wieder in junge Frauen verwandelt; es findet somit nur bedingt eine Transformation oder Metamorphose, also die Verleihung einer neuen physischen Gestalt, statt, sondern vielmehr die Wiederherstellung eines früheren Zustandes.
Um 1787 schrieb der fürstenbergische Schulvisitator Georg Anton Bredelin in Wolfach im Schwarzwald unter dem Titel „Die Weibermühle von Tripstrill“ ein bis heute aufgeführtes durch seine eingängige Melodie bekanntes Fastnachtssingspiel. Es ist das älteste derzeit noch aufgeführte Fastnachtsspiel.
Die Handlung lässt sich in einen Prolog, sechs Szenen und einen Epilog gliedern. Nachdem der Müllermeister Cyprian seine Wundermühle angepriesen hat, bringen nacheinander fünf Männer – ein Weber, ein Schneider, ein Schuster, ein Bauer und ein Schreiber – ihre alten Weiber zur Mühle und klagen dem Müller ihr Leid, wobei sich gelegentlich auch der Hanswurst Stolprian mit spöttischen Kommentaren einmischt. Die alten Weiber landen trotz Gegenwehr in der Mühle. Bei jedem Mahlvorgang stimmt Cyprian sein Zauberlied an, damit die Verwandlung auch gelinge. Nach ihrer Verjüngung will nun das Weib nichts mehr von ihrem alt gebliebenen Mann wissen, der sich darum lebhaft beschwert, doch bleibt ihm nur der Spott des Müllermeisters oder Hanswursts für sein törichtes Handeln. Nachdem der Hanswurst gesehen hat, wohin die Verjüngung der Weiber führt, bringt auch er sein Weib zur Mühle in der Hoffnung, dass dieses ihn danach verlassen werde, doch wendet sich das Schicksal gegen ihn. Es folgen als Epilog drei Strophen, in denen die Männer, der Hanswurst und die Weiber ihre jeweils eigenen Schlüsse aus der Handlung ziehen.
Im oberfränkischen Ort Reckendorf als auch im oberpfälzischen Schönsee findet alle zehn Jahre eine namensgleiche „Altweibermühle“ statt, ein Faschingsumzug, der eine etwa hundertjährige Tradition besitzt. Junge Burschen, als Hexen verkleidet, werden von Müllern gefangen und durch einen Jungbrunnen in Form einer Mühle „gedreht“. Unten kommen sie als junge Mädchen heraus und führen einen Tanz mit den wartenden Bräutigamen auf.

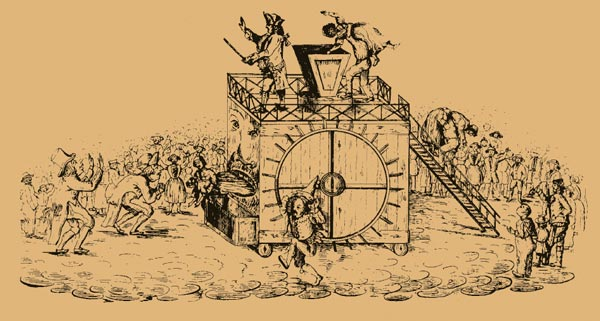
Weibermühle von Tripstrill, Lithographie von 1836

Die Mühlenbake, ein Wahrzeichen der polnischen Stadt Swinemünde, wurde als Anspielung auf die lokale Tradition einer sagenhaften Altweibermühle errichtet.
Eine bildliche Darstellung einer Altweibermühle stammt etwa von dem Nürnberger Künstler Johann Trautmann als Kupferstich aus dem Jahr 1810 (Germanisches Nationalmuseum Nürnberg).
Richard von Volkmann schrieb 1871 das kurze Kunstmärchen Die Alte-Weiber-Mühle, welches das Motiv aufgriff. Seine Mühle verortete er bei Apolda, und Nebenwirkung der Verjüngung ist die Rückkehr aller jugendlichen Torheit, die sich nicht umgehen lässt.
„Altweibermühle“ nennt sich auch das 1929 bei Treffentrill in der Nähe von Cleebronn in Baden-Württemberg errichtete Mühlengebäude, um das sich der Erlebnispark Tripsdrill entwickelt hat.

## Literarisches
- Jürgen Bernt-Bärtl: Die Altweibermühle. In: ders: Spiralhopser. Geschichten einer Kindheit. Mitteldeutscher Verlag, Halle 1967.
- Richard von Volkmann Leander: Träumereien an französischen Kaminen (1871). Elvert Verlag, Marburg 1977.
- Helga Pankoke (Red.): Die Altweibermühle. Eine Anthologie, 18 Autoren über Begegnungen über drei Generationen. Aufbau-Verlag, Berlin 1987, ISBN 3-351-00377-3.